# 등청감 곡선

Hz 단위의 주파수가 있는 ISO 등청감곡선.

등청감 곡선은 주파수 스펙트럼에 대한 음압 레벨의 측정값으로, 청자가 순수한 안정된 톤을 제공할 때 일정한 음량을 인지한다. 라우드니스 레벨의 측정 단위는 phon이며 동일한 라우드니스 윤곽을 참조하여 도달한다. 정의에 따르면, 주파수가 다른 2개의 사인파는 심각한 청력 손상이 없는 평균적인 젊은이가 동일하게 큰 것으로 인식되는 경우 폰으로 측정된 동일한 음량 레벨을 갖는다고 한다.
Fletcher-Munson 곡선은 Harvey Fletcher와 Wilden A. Munson이 실험적으로 결정한 인간 귀에 대한 여러 등고음 곡선 세트 중 하나이며 1933년 "라우드니스, 그 정의, 측정 및 계산"이라는 제목의 논문에 보고되었다. 미국 음향학회 저널 . Fletcher-Munson 곡선이 대체되어 새로운 표준에 통합되었다. 최종 곡선은 국제 표준화 기구의 ISO 226에 정의된 곡선으로, 다양한 국가에서 이루어진 현대적 결정에 대한 검토를 기반으로 한다.

증폭회로에는 종종 소리의 저주파 및 고주파 성분을 증폭시키는 기술적으로 소리 크기 보정 이라고 하는 "소리 크기" 버튼이 있다. 이는 해당 주파수, 특히 낮은 볼륨 레벨에서 명백한 음량 감소를 상쇄하기 위한 것이다. 이러한 주파수를 높이면 낮은 볼륨에서도 더 크게 나타나는 더 평평한 동일 음량 윤곽이 생성되어 인지된 사운드가 귀가 가장 민감한 중간 주파수에 의해 지배되는 것을 방지한다.

## Fletcher-Munson 곡선
1933년 Fletcher와 Munson에 의해 귀가 다른 레벨에서 다른 주파수를 듣는 방법에 대한 주제에 대한 첫 번째 연구를 수행했다.

## 실험적 결정
인간의 청각 시스템은 약 20Hz에서 최대 약 20,000Hz까지의 주파수에 민감하다. Hz, 청력 상한선은 나이가 들면서 감소한다. 이 범위 내에서 인간의 귀는 2~ 5kHz 사이에서 가장 민감하며, 이는 주로 외이도의 공명과 중이 소골의 전달 기능으로 인해 발생한다.
Fletcher와 Munson은 헤드폰을 사용하여 등음 곡선을 처음으로 측정했다. 그들의 연구에서 피험자들은 다양한 주파수와 10가지 이상의 순수한 음색을 들었다. 자극 강도의 dB 증분. 각 주파수와 강도에 대해 청취자는 1000에서 기준음도 들었다. 헤르츠. Fletcher와 Munson은 청취자가 테스트 톤과 동일한 음량이라고 인식할 때까지 참조 톤을 조정했다. 라우드니스는 심리적 양으로 측정하기 어렵기 때문에 Fletcher와 Munson은 합리적인 평균을 도출하기 위해 많은 피험자에 대한 결과를 평균화했다. 가장 낮은 등청감 곡선은 가장 조용한 가청 톤, 즉 가청의 절대 임계값을 나타낸다. 가장 높은 윤곽선은 통증의 임계값이다 .
Churcher와 King은 1937년에 두 번째 결정을 수행했지만 그들의 결과와 Fletcher와 Munson의 결과는 청각 도표의 일부에서 상당한 불일치를 보여주었다.
1956년에 로빈슨과 대드슨 은 더 정확하다고 믿는 새로운 실험적 결정을 내렸다. 이것은 ISO가 전 세계 연구 그룹의 최근 평가를 기반으로 표준을 개정한 2003년까지 결정적인 것으로 간주된 표준(ISO 226)의 기초가 되었다.

## 보다 정확한 측정을 위한 최근 개정 – ISO 226:2003
초기 결정과 최근 결정 사이에 인식된 불일치로 인해 ISO( International Organization for Standardization )는 ISO 226의 표준 곡선을 수정했다. 그들은 일본 도호쿠 대학의 전기 통신 연구소가 공동으로 수행한 연구의 권장 사항에 따라 이 작업을 수행했다. 이 연구는 일본, 독일, 덴마크, 영국 및 미국의 연구원들이 수행한 여러 연구 결과를 결합하여 새로운 곡선을 생성했다. (일본은 데이터의 약 40%로 가장 큰 기여를 했다. )
이로 인해 최근 ISO 226:2003으로 표준화된 새로운 곡선 세트가 승인되었다. 보고서는 놀라울 정도로 큰 차이와 원래 Fletcher-Munson 곡선이 10-15만큼 차이가 나는 것으로 보이는 Robinson-Dadson보다 최근 결과와 더 잘 일치한다는 사실에 대해 설명한다. dB는 설명되지 않은 이유로 특히 저주파 영역에서 발생한다.
ISO 보고서에 따르면 Robinson-Dadson 결과는 Fletcher-Munson 곡선보다 현재 표준과 더 많이 다른 이상한 결과였다. 보고서에 따르면 A-가중 표준의 기반이 된 40 폰 Fletcher-Munson 곡선이 현대적 결정과 일치하는 것으로 판명되었다.

## 측면 대 정면 프레젠테이션
상당히 먼 소스에서 실제 소리가 평면 파면으로 도착한다. 소리의 소스가 청취자 바로 앞에 있으면 양쪽 귀는 동일한 강도를 수신하지만 약 1 이상의 주파수에서는 kHz 외이도로 들어오는 소리는 머리 그림자 에 의해 부분적으로 감소되고 귓바퀴 (외이)의 반사에 크게 의존한다. 중심에서 벗어난 소리는 한쪽 귀에서 헤드 마스킹이 증가하고 특히 다른 쪽 귀에서 귓바퀴 효과의 미묘한 변화가 발생한다. 머리 마스킹과 귓바퀴 반사의 결합된 효과는 머리 관련 전달 함수 (HRTF)라고 하는 3차원 공간의 곡선 집합으로 정량화된다. 이제 등음 윤곽을 도출할 때 정면 프리젠테이션이 선호되는 것으로 간주되며 최신 ISO 표준은 특히 정면 및 중앙 프리젠테이션을 기반으로 한다.
정상적인 헤드폰 청취에는 HRTF가 관여하지 않기 때문에 헤드폰을 사용하여 파생된 등음 곡선은 우리가 일반적으로 듣는 방식이 아닌 사이드 프리젠테이션이라는 특수한 경우에만 유효하다.
Robinson-Dadson 결정은 확성기를 사용했으며 오랫동안 Fletcher-Munson 곡선과의 차이는 후자가 헤드폰을 사용했다는 근거로 부분적으로 설명되었다. 그러나 ISO 보고서에는 실제로 후자가 보상 형 헤드폰을 사용하는 것으로 나와 있지만 Robinson–Dadson이 어떻게 보상 을 달성했는지는 분명하지 않다.